# 울치인
울치인(러시아어: Ульчи) 러시아의 프리모르스키 지방과 하바롭스크 지방 울치스키 군에 거주하는 러시아의 소수민족으로 퉁구스 민족에 속한다. 남퉁구스족으로 분류된다.

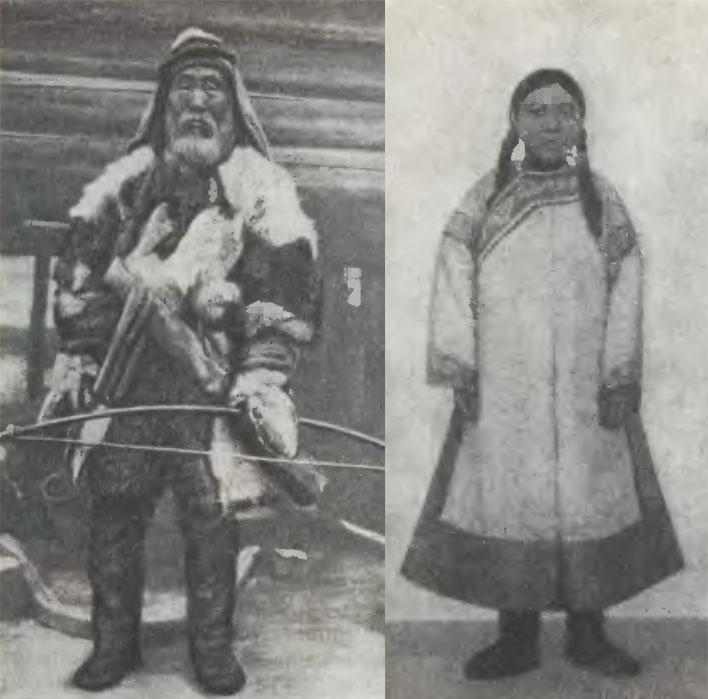
울치인 남녀

러시아에는 2010년 기준으로 2,765명이 거주하며 우크라이나에는 76명이 거주한다. 또한 중화인민공화국에도 소수 거주한다.